# Río McArthur
El río McArthur es un río ubicado en el Territorio del Norte de Australia que fluye hacia el Golfo de Carpentaria en Port McArthur, al lado contrario del Grupo de Islas de Sir Edward Pellew. El río fue nombrado por Ludwig Leichhardt mientras exploraba el área en 1845. El río McArthur es de especial importancia para las comunidades aborígenes locales que lo utilizan para la pesca y otras actividades tradicionales.

## Descripción
La cuenca del McArthur cubre 20.010 km². El flujo anual es de 3.270.000 ML por año. El nacimiento de los ríos de la cuenca está ubicado en el extremo norte de la Meseta de Barkly. Entre los tributarios del McArthur se encuentran el Arroyo Tooganinie y los ríos Kilgour y Clyde.
El río tiene un estuario largo que se extiende tierra adentro hasta el pueblo de Borroloola. El estuario está completamente impoluto, y forma parte del Área Importante de Aves del Sistema de Pantanos de Estuario de Port McArthur.

## Expansión de la mina del río McArthur
En 2007, planes para expandir la mina de zinc del río McArthur, una de las minas de zinc más grandes del mundo, fueron detenidos luego de un fallo de la Corte Suprema del Territorio del Norte. La Corte encontró que la aprobación de la expansión por parte del Ministro de Minas, Chris Natt, fue inválida. Los dueños tradicionales estaban preocupados de que la propuesta, la cual incluía un desvío de 5,5 km del río, tenga un impacto irreversible y a largo plazo en el medio ambiente.
El caso fue escuchado por la Corte Suprema en 2008, la cual determinó que la expansión era ilegal. No obstante, a principios de 2009, el ministro de Medio Ambiente del gobierno federal, Peter Garrett, aprobó formalmente la expansión de la mina. Garrett puso condiciones al proyecto que tenían como objetivo reducir el impacto sobre los peces sierra de agua dulce y las aves migratorias.